# 碲化铒
碲化铒是一种无机化合物，为铒的碲化物之一，化学式Er2Te3。它具有Sc2S3结构，空间群为Fddd，其带隙为0.77(5) eV，具有半导体特性。它可由铒和碲反应或氯化铒的化学气相输运得到。

## 拓展阅读
- Jin Zhao, Wen-Xiong Song, Tianjiao Xin, Zhitang Song. . Nature Communications. 2021-11-09, 12 (1)  [2023-06-13]. ISSN 2041-1723. PMC 8578292 . PMID 34753920. doi:10.1038/s41467-021-26696-9. （原始内容存档于2023-05-16） （英语）.